# فضل حق خالقیار
فضل حق خالقیار ابل سلیمون (١٩٣۴ – ٢۰۰۴) سیاستمدار افغانستانی است که مدت کوتاهی را به عنوانصدراعظم افغانستان ایفای وظیفه نمود.